# Pytel József
Pytel József (Dalmand, 1944. augusztus 30. - ) fül-orr-gégész, klinikaigazgató, egyetemi tanár.

## Élete
1962-ben érettségizett a dombóvári Gőgös Ignác (ma Illyés Gyula) Gimnáziumban. 1968-ban Pécsett avatták orvosdoktorrá. Pályáján végig a pécsi Fül-Orr-Gégeklinikán dolgozott. 1972-ben lett szakorvos, 1986-ban megkapta az orvostudomány kandidátusa tudományos fokozatot.
1993-tól egyetemi tanár, 1984-2009 között a klinika igazgatója.
Vendégtanár volt Oxfordban, Münchenben, Magdeburgban és New Havenben a Yale-egyetemen.

## Kutatási területe
Fül-orr-gégészet, fej-nyaksebészet, impendencia- és stapediusreflex-mérés, audiológia, agytörzsi kiváltott audiometria, otoakusztikus emissziómérés. Megjelent számos publikációja, titkára és tagja több akadémiai bizottságnak. Új gégészeti műtétek bevezetése mellett nevéhez fűződik az Audiológia című hiánypótló mű megjelenése.

## Főbb művei
- Rosszindulatú daganatok a Pécsi Orvostudományi Egyetem Fül-Orr-Gégeklinikájának beteganyagában 1958 és 1972 között. (Fül-Orr-Gégegyógyászat. 20. 1974. 4.)
- Histo-pathológiai vizsgálatok értékelése a gégerák diagnostica-ban és a műtéti indicatio-ban. (Uo. 24. 1978. 4.)
- Audiológia (1996)